# The Still Alarm (film, 1918)
Pour les articles homonymes, voir The Still Alarm.
Pour plus de détails, voir Fiche technique et Distribution.
The Still Alarm est un film muet américain réalisé par Colin Campbell et sorti en 1918, adaptation de la pièce de théâtre The Still Alarm (en) (1887) du dramaturge américain Joseph Arthur.

## Fiche technique
- Réalisation : Colin Campbell
- Scénario : Colin Campbell, d'après la pièce de Joseph Arthur
- Chef-opérateur : Harry Neumann
- Production : William Nicholas Selig
- Date de sortie : États-Unis : juillet 1918

## Distribution
- Tom Santschi : Jack Manley
- Bessie Eyton : Eleanor Fordham
- Eugenie Besserer
- William Scott
- Fritzi Brunette